# Félix Stevens
Félix Stevens, né le 8 mars 1964, est un athlète cubain spécialiste du sprint. 

## Biographie

### Palmarès
| Date | Compétition                              | Lieu                       | Résultat | Épreuve   | Performance   |
| ---- | ---------------------------------------- | -------------------------- | -------- | --------- | ------------- |
| 1985 | Championnats CAC                         | Nassau                     | 2e       | 200 m     | 20 s 70       |
| 1986 | Jeux d'Amérique centrale et des Caraïbes | Santiago de los Caballeros | 1er      | 400 m     | 44 s 98       |
| 1986 | Jeux d'Amérique centrale et des Caraïbes | Santiago de los Caballeros | 1er      | 4 × 400 m | 3 min 02 s 41 |
| 1986 | Championnats ibéro-américains            | La Havane                  | 1er      | 400 m     | 45 s 83       |
| 1987 | Jeux panaméricains                       | Indianapolis               | 7e       | 200 m     | 21 s 11       |
| 1988 | Championnats ibéro-américains            | Mexico                     | 1er      | 4 × 400 m | 2 min 59 s 71 |
| 1989 | Universiade d'été                        | Duisbourg                  | 2e       | 200 m     | 20 s 58       |
| 1990 | Goodwill Games                           | Seattle                    | 5e       | 200 m     | 21 s 16       |
| 1990 | Goodwill Games                           | Seattle                    | 2e       | 4 × 100 m | 38 s 49       |
| 1990 | Goodwill Games                           | Seattle                    | 3e       | 4 × 400 m | 3 min 03 s 35 |
| 1990 | Jeux d'Amérique centrale et des Caraïbes | Mexico                     | 1er      | 4 × 100 m | 39 s 09       |
| 1991 | Jeux panaméricains                       | La Havane                  | 3e       | 200 m     | 20 s 76       |
| 1991 | Jeux panaméricains                       | La Havane                  | 1er      | 4 × 100 m | 39 s 08       |

### Records
| Épreuve    | Performance | Lieu             | Date            |
| ---------- | ----------- | ---------------- | --------------- |
| 200 mètres | 20 s 24     | Sofia            | 7 juillet 1989  |
| 400 mètres | 44 s 77     | Santiago de Cuba | 21 février 1986 |